# Le Tank du huit septembre
Pour plus de détails, voir Fiche technique et Distribution.
Le Tank du huit septembre (Il carro armato dell'8 settembre) est un film italien réalisé par Gianni Puccini et sorti en 1960.

## Synopsis
L'Italie a signé l'armistice et dans la confusion générale un caporal décide de ramener son char de la côte à la caserne. Le voyage, même s'il est court, lui permet de rencontrer une série de personnages qui représentent différents visages de l'Italie d'alors.

## Fiche technique
Sauf indication contraire, les informations mentionnées dans cette section peuvent être confirmées par la base de données cinématographiques IMDb,  présente dans la section « Liens externes ».
- Titre en français : Le Tank du huit septembre[1]
- Titre original italien : Il carro armato dell'8 settembre[2]
- Réalisation : Gianni Puccini
- Scenario :	Elio Petri, Rodolfo Sonego, Gianni Puccini, Tonino Guerra, Pier Paolo Pasolini, Elio Bartolini, Goffredo Parise, Giulio Questi
- Photographie :	Silvano Ippoliti (it)
- Montage : Gabriele Varriale
- Musique : Armando Trovajoli
- Décors : Danilo Donati
- Production : Nino Crisman
- Société de production : Napoleon Film
- Pays de production :  Italie
- Langue originale : Italien
- Format : Noir et blanc - Son mono - 35 mm
- Durée : 109 min (1 h 49[2])
- Genre : Guerre[1],[2]
- Dates de sortie :
  - Italie : 24 septembre 1960
  - France : 10 juin 1964[1]

## Distribution
- Gabriele Ferzetti : Tommaso
- Elsa Martinelli : Mirella
- Dorian Gray : La soubrette
- Marisa Merlini : Palmira
- Yvonne Furneaux
- Mario Valdemarin (it)
- Catherine Spaak
- Didi Perego
- Giacomo Furia
- Tiberio Murgia
- Romolo Valli
- Loris Gizzi
- Francesco Mulè
- Jean-Marc Bory : Carlo
- Bice Valori
- Antonio De Teffè
- Franca Dominici